# Parides sesostris
Parides sesostris är en fjärilsart som först beskrevs av Pieter Cramer 1779.  Parides sesostris ingår i släktet Parides och familjen riddarfjärilar. Inga underarter finns listade i Catalogue of Life.

## Bildgalleri

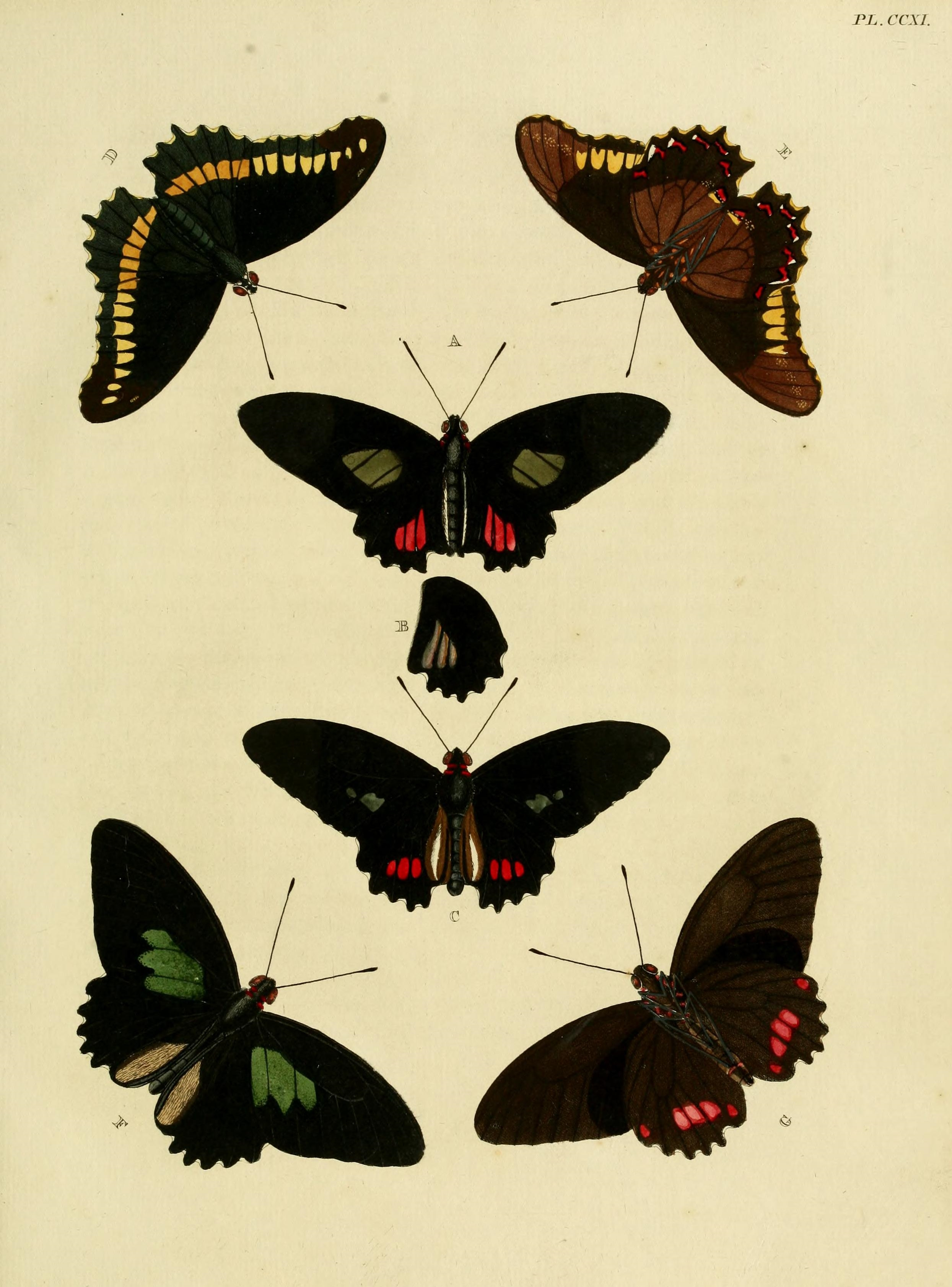
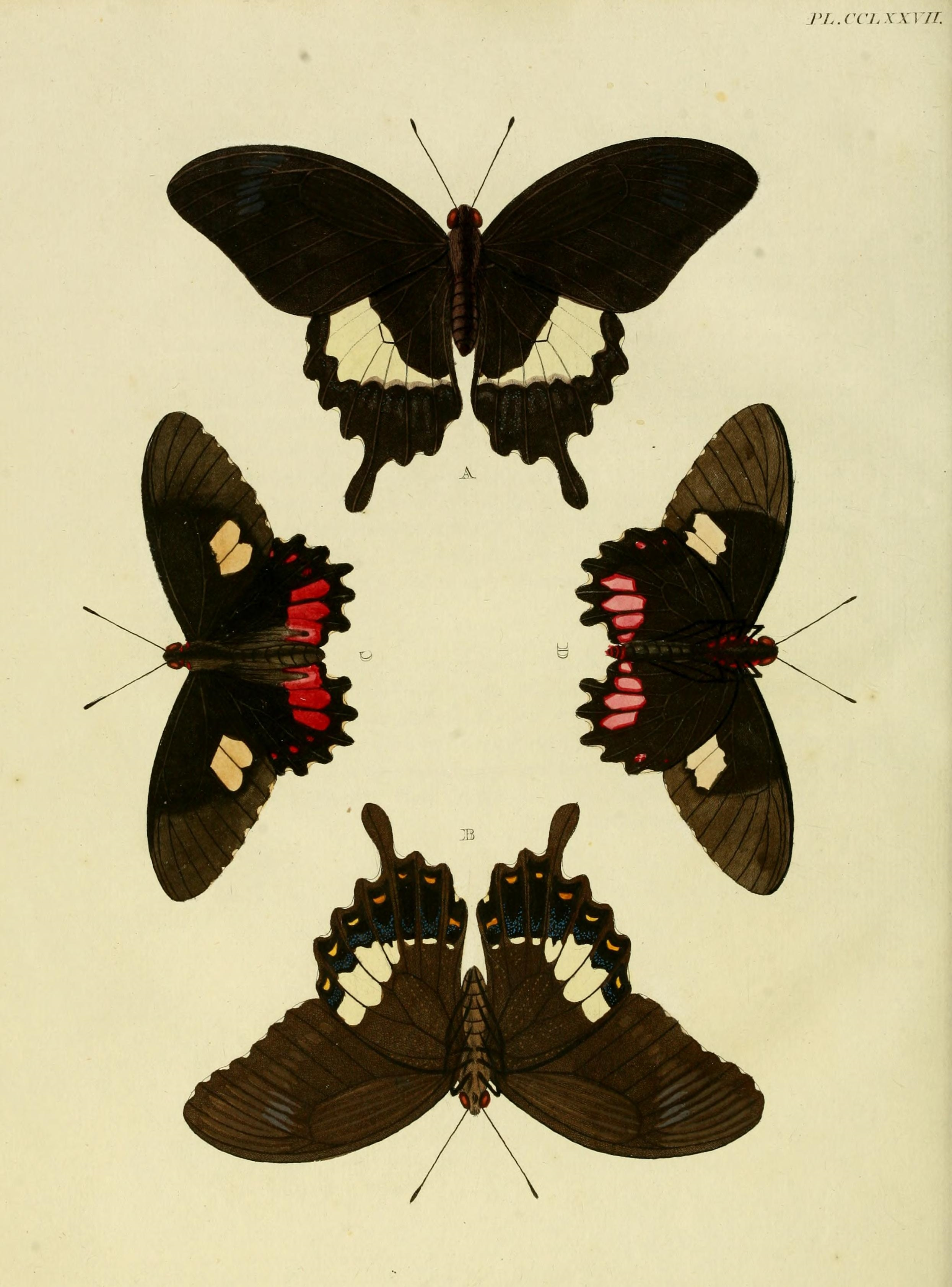
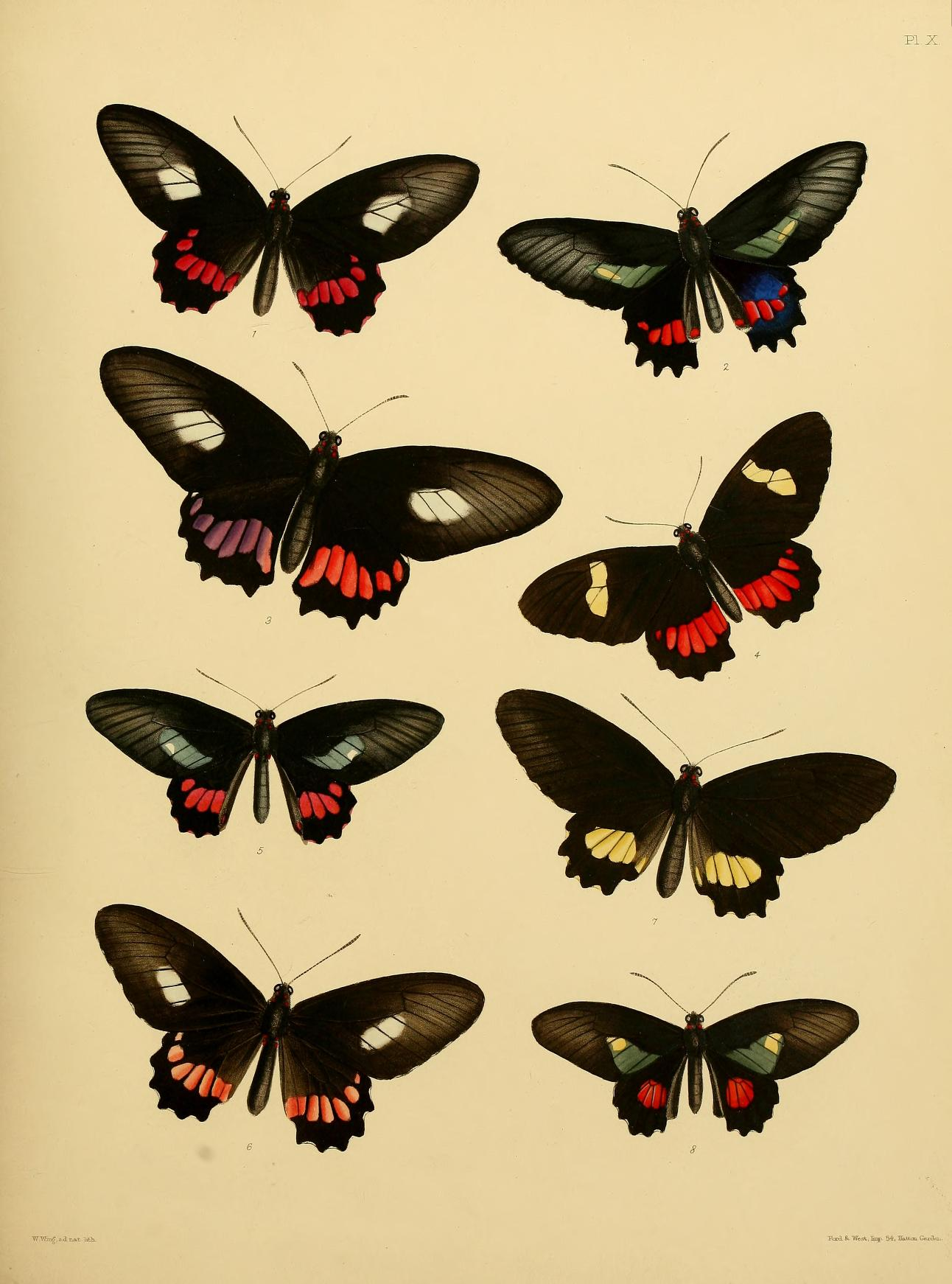
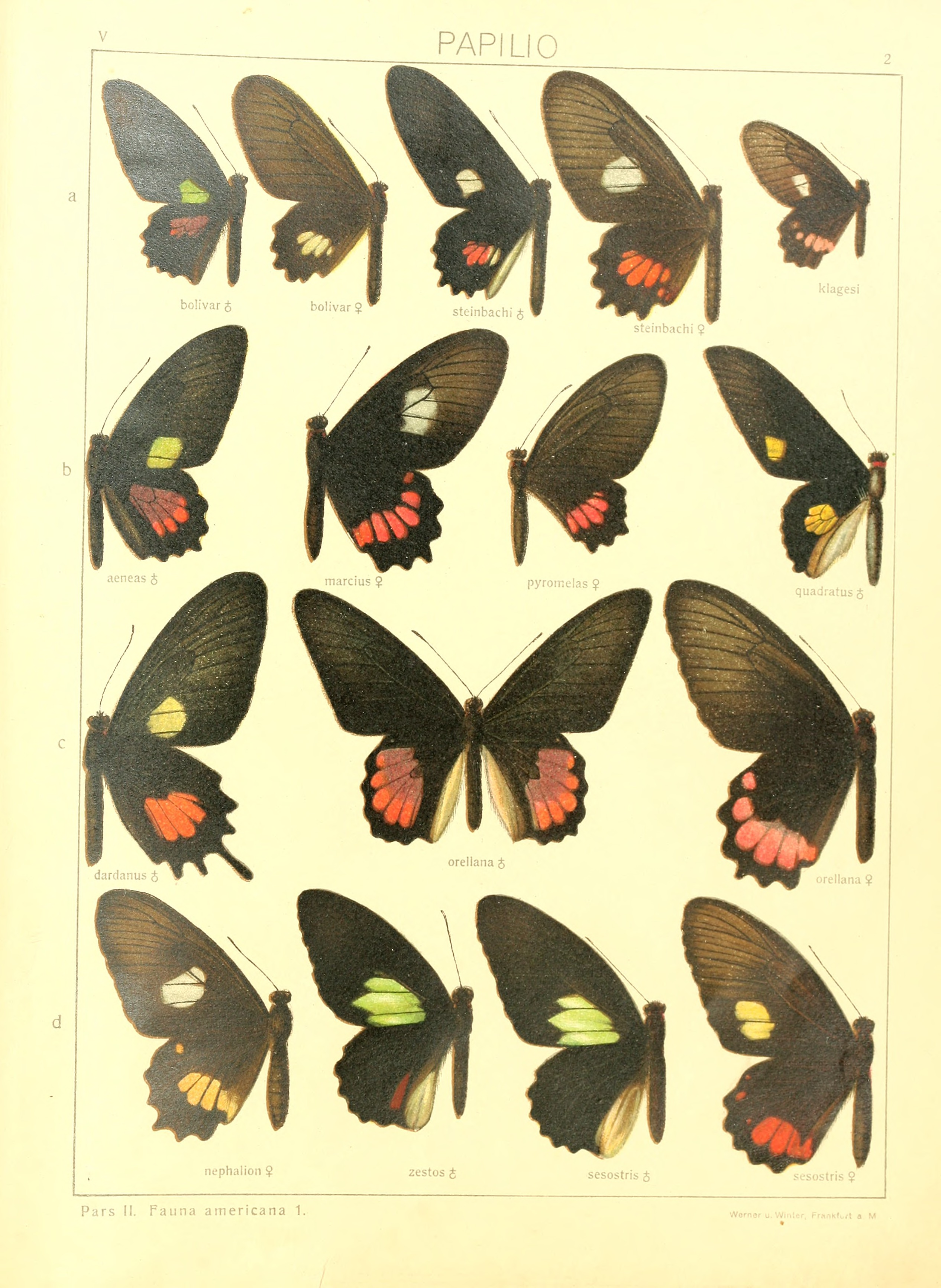
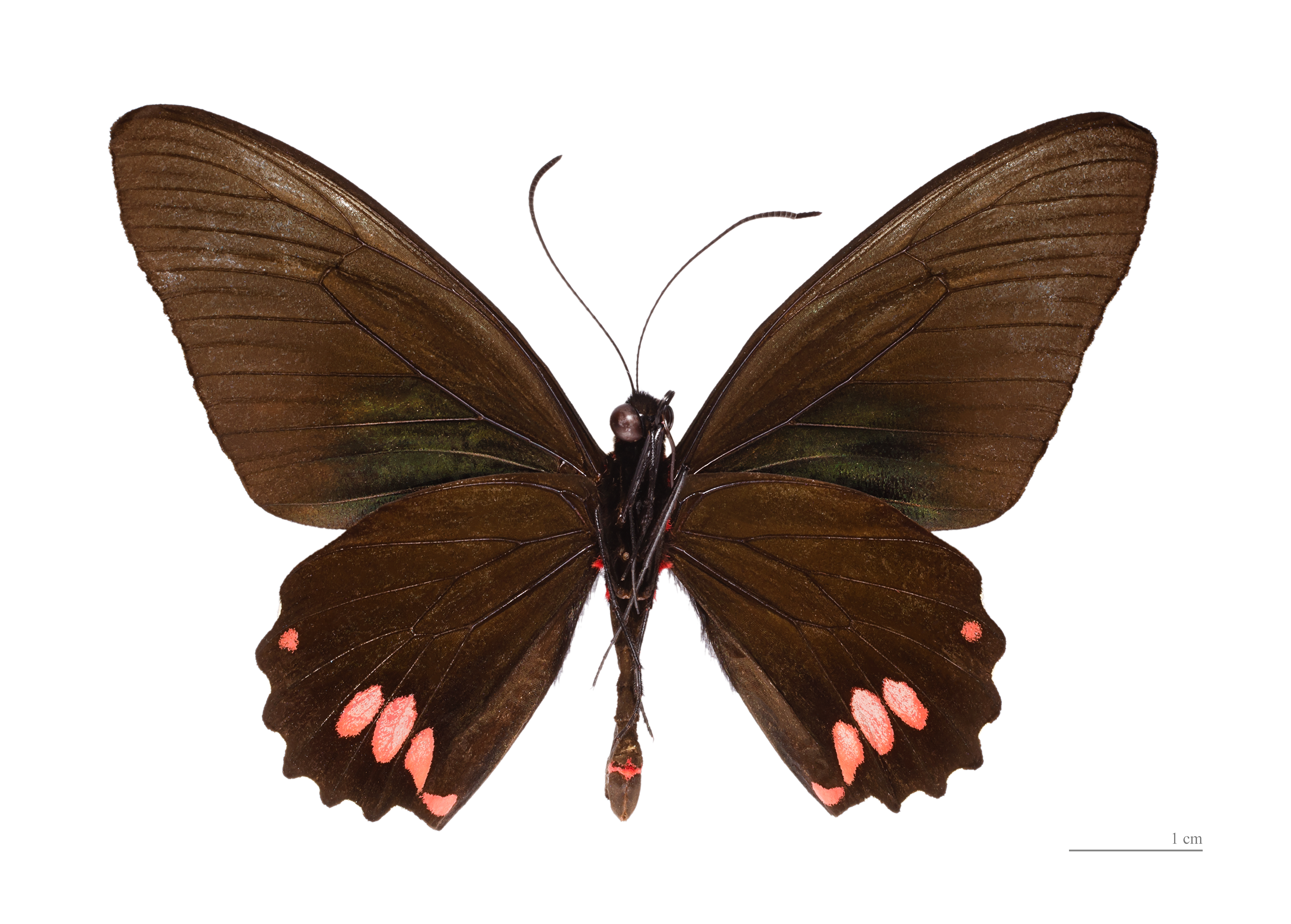
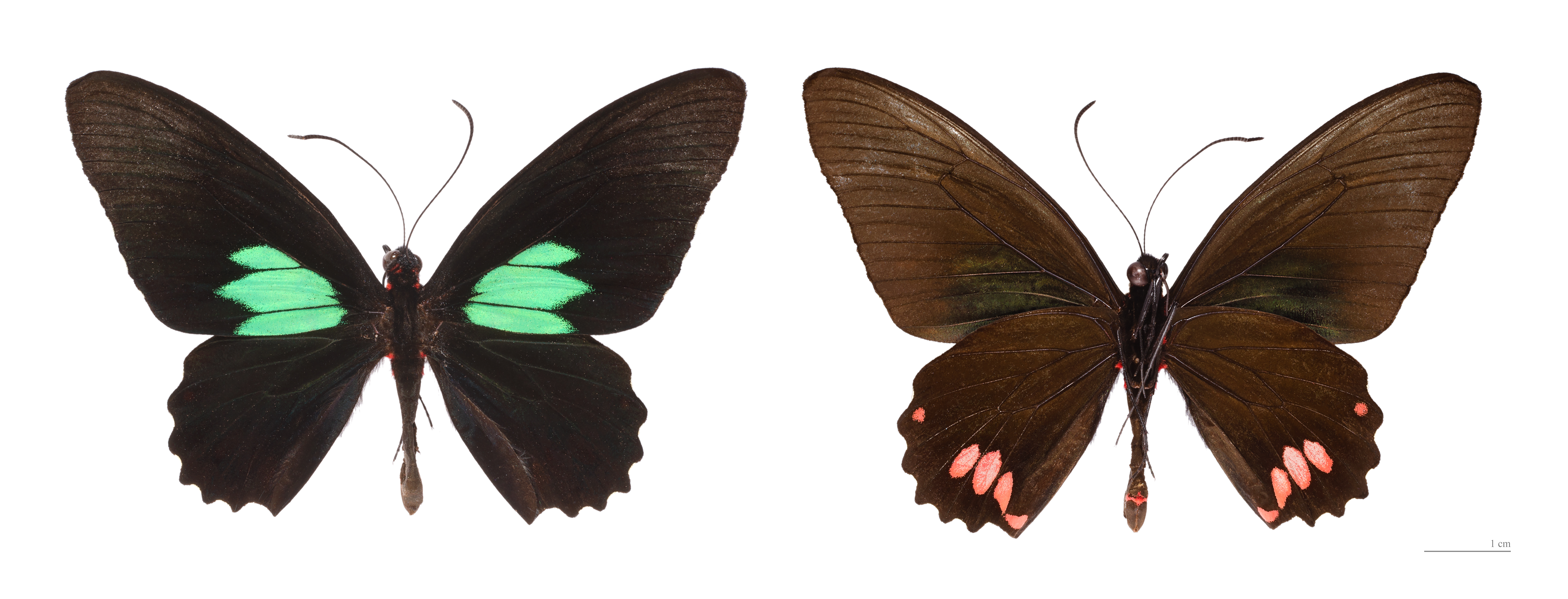